# Troop – Die Monsterjäger
Troop – Die Monsterjäger (Originaltitel: The Troop) ist eine US-amerikanische Fernsehserie, die von Nickelodeon produziert wird. Die Erstausstrahlung erfolgte am 12. September 2009 in den Vereinigten Staaten. Ab dem 18. Dezember 2009 lief die Serie auch in Deutschland.

## Handlung
Jake Collins, Hayley Steele und Felix Garcia sind ganz normale Teenager auf einer High School. Das Besondere an ihnen ist, dass sie Spezialisten auf dem Gebiet der Monsterbekämpfung sind. Zusammen mit Mr. Stockley bilden sie The Troop. Sie sind nicht nur mit den neusten Waffen und Technologien ausgestattet, sondern erleben auch noch außergewöhnliche und spannende Abenteuer. Dabei schaffen sie es, trotz ihres stressigen Alltages, die Schule zu meistern.

## Charaktere

### Hauptcharaktere
Jake Collins
Jake ist das neueste Mitglied der Truppe, der in der ersten Folge erfahren muss, dass Monster existieren. Er ist ein guter Künstler, da er seine eigenen Comics zeichnet und besessen von Comicheften ist. Hayley ist am Anfang gar nicht begeistert von Jake, da sie glaubt, dass er nur Schwierigkeiten mit sich bringt und ein Drückeberger sei, der seinen Job nicht ernst nimmt. Über Hayley denkt er, dass sie sehr herrisch ist. Trotzdem ist er ein bisschen in Hayley verknallt, auch wenn er es sich nicht eingesteht und Hayley seine wahren Gefühle nicht zeigen will. Doch am Ende der zweiten Staffel gesteht er Hayley seine Liebe und die beiden werden ein Paar.
Hayley Steele
Hayley ist ein beliebtes und freundliches Mädchen. Sie ist Cheerleaderin, spielt Lacrosse, tanzt seit sie klein ist Ballett und hat noch zahlreiche andere außerschulische Tätigkeiten. Sie will nach der High School nach Yale gehen. Sie ist sehr eigensinnig und will am Wochenende nie auf Monsterjagd gehen, da sie sich entspannen muss. Hayley hat einen freundschaftlichen Draht zu Jake, auch wenn sie romantische Gefühle für ihn hat. In der Folge Keine Liebe am Valentinstag gibt er ihr zu verstehen, dass er niemals ihr fester Freund werden wird. Doch am Ende der zweiten Staffel erfährt Hayley, dass Jake in sie verliebt ist und die beiden werden ein Paar.
Felix Garcia
Felix ist der Nerd der Schule. Er sieht sich selber als James Bond von The Troop. Er ist ein Genie und ist bestens auf alle Monster vorbereitet. Er hat außer Hayley und Jake keine Freunde. In der Folge „Speed“ war er in Eris verknallt und sie hätten sich beinahe geküsst, wozu es aber nicht kommen konnte, da sie in ihre Dimension zurück musste. In der zweiten Staffel verlässt er The Troop, um an die International Troop zu gehen.
Mr. Stockley
Mr. Stockley ist der Leiter der versteckten Ultra-High-Tech-Troop Zentrale unterhalb der Schule. Er hält Jake, Hayley, Felix und Kirby auf dem neuesten Stand über alle aktuellen Monster-Aktivitäten und stellt sicher, dass sie die neusten Monster-Kampf-Technologien nutzen können. Allerdings gerät er in Panik, wenn er ein Monster sieht. Bis heute kennt keiner Mr. Stockleys Vornamen.
Cadence Nash
Cadence tritt in der zweiten Staffel dem Team bei. Sie ist ein Bad Girl, das Probleme verursacht. Außerdem ist Cadence zur Hälfte Monster, wie ihr Bruder Chino. Sie ist ein Plasma Crasher und muss viel essen, um ihre Bedürfnisse als Monster zu befriedigen. Anfangs ist Hayley die einzige, die von Cadences Geheimnis weiß und sie verspricht Cadence, dass sie Jake nichts erzählt. Doch in der Folge „Familienbande“ haben Jake und Cadence ein Date, wobei er erfährt, dass sie ein Monster ist. Daraufhin schickt er sie und ihren Bruder in die Monsterwelt zurück. In der Folge „Auf der anderen Seite“ wird sie aus der Monsterwelt freigelassen.
Kirby Bancroft-Cadworth III
Kirby tritt dem Team in der zweiten Staffel bei. Bevor er zur Lakewood Troop kam, war er Teil der Tulsa Troop. Er hat wohlhabende Eltern.

### Nebendarsteller
Phoebe Collins
Phoebe ist die kleine Schwester von Jake.
Laurel
Laurel ist in den Folgen „Aus Liebe zum Wald“ und „Die Monster, die ich rief“ Jakes Freundin. Sie ist auch ein Monster, aber wie Eris, ein wohlgesinntes Monster.
Eris Fairie
Eris ist ein Monster, welches in der Folge „Keine Liebe am Valentinstag“ auftaucht. Sie hat ein Auge auf Felix geworfen.
Lance Donovan
Lance war ein ehemaliges Team-Mitglied, welches aufgrund seines Alters, gehen musste. Er will immer noch das Monster Behemoth fangen, um die höchste Troop-Ehre zu erlangen. Auch wenn er die Monster nicht mehr sieht, sind Jake und sein Team auf ihn angewiesen, da er nützliche Informationen über die Monster hat. Er taucht in der Folge „Tentakelgesicht“ auf.
Augustus „Gus“
Gus ist der Antagonist der Serie und der größte Feind der Troops. Er war wie Felix ein Nerd. Er ist in Hayley verknallt, weil sie die erste war, die ihn akzeptierte wie er war. Jake sieht er als seinen Rivalen. Er wird in der Folge „Der Meister des Doulos“ von einem äußerst gefährlichen Monster angegriffen, das sich einen Menschen als Meister sucht und ihm dient. Dadurch hat Gus jede Menge Ansehen und Macht. The Troop können das Monster von Gus befreien, aber Gus ist misstrauisch geworden. In der Folge „Augustus Maximus“ kehrt er zurück, will die Kontrolle über die mächtigsten Monster auf dem Planeten gewinnen und sie für seine eigenen bösen Pläne benutzen. The Troop können ihn besiegen und er wird in eine Nervenheilanstalt gebracht. Im Staffelfinale der ersten Staffel erzählt er, dass er ein Gerät zum anlocken der Monster gebaut hat. Er öffnet damit ein Portal und verschwindet dadurch. Es ist unbekannt, was mit ihm passiert.
Cuddy
Cuddy ist der beste Freund von Jake.

## Besetzung und Synchronisation
Die deutsche Synchronisation entstand nach einem Dialogbuch und unter der Dialogregie von Stefan Ludwig durch die Synchronfirma Berliner Synchron AG.
| Rolle                       | Schauspieler                    | Hauptrolle | Nebenrolle | Synchronsprecher    |
| --------------------------- | ------------------------------- | ---------- | ---------- | ------------------- |
| Jake Collins                | Nick Purcell                    | 1.01–2.14  |            | Ricardo Richter     |
| Hayley Steele               | Gage Golightly                  | 1.01–2.14  |            | Marie-Luise Schramm |
| Mr. Stockley                | John Marshall Jones             | 1.01–2.14  |            | Ingo Albrecht       |
| Felix Garcia                | David Del Rio                   | 1.01–1.26  | 2.01–2.14  | Jesco Wirthgen      |
| Cadence Nash                | Malese Jow                      | 2.01–2.14  |            | Anne Helm           |
| Kirby Bancroft-Cadworth III | Matt Shively                    | 2.03–2.14  |            | Leonhard Mahlich    |
| Gus                         | Chad Krowchuk                   |            | 1.07–1.26  | Dirk Stollberg      |
| Eris Fairie                 | Victoria Justice Daniella Monet |            | 1.17 2.08  | Tanya Kahana        |
| Cuddy                       | Dejan Loyola                    |            | 1.01–1.03  | Filipe Pirl         |
| Phoebe Collins              | Matreya Fedor                   |            | 1.01–1.20  |                     |
| Lance Donovan               | Jean-Luc Bilodeau               |            | 1.09       |                     |
| Laurel                      | Jessica Parker Kennedy          |            | 1.01, 1.26 |                     |
| Chino                       | Steven Love                     |            | 2.05       |                     |
| Mazie                       | Ashley Argota                   |            | 2.10       |                     |
| Alicia                      | Jocelyn Ott                     |            | 1.23, 1.24 | Katharina von Daake |
| Omar                        |                                 |            | 1.21       | Björn Henschel      |

## Produktion & Ausstrahlung
2008 wurde die Pilotfolge gedreht und wurde als „Men in Black auf einer High-School“ beschrieben.
Am 12. September 2009 zeigte Nickelodeon eine „Special Preview“ in den Vereinigten Staaten, die nach dem Start der dritten Staffel von iCarly gezeigt wurde und 3,5 Millionen Zuschauern erreicht hat. Die offizielle amerikanische Serienpremiere fand eine Woche später am 18. September 2009 statt.
Am 18. Dezember 2009 ging die Serie in Deutschland an den Start.
Im März 2010 gab Nickelodeon bekannt, dass die Serie eine zweite Staffel erhalten wird. Am 15. Oktober 2010 wurde bekannt gegeben, dass Malese Jow und Matt Shively zur Hauptbesetzung dazu stoßen werden. Im Januar 2011 gab David Del Rio bekannt, dass er nicht mehr zur Hauptbesetzung der zweiten Staffel gehören wird.
Am 8. Mai 2013 lief in den USA die letzte Folge, nachdem die Ausstrahlung der letzten sieben Folgen der zweiten Staffel im August 2011 unterbrochen wurde.

## Episoden
| Staffel | Episodenanzahl | Erstausstrahlung USA Nickelodeon | Erstausstrahlung USA Nickelodeon | Deutschsprachige Erstausstrahlung Nickelodeon | Deutschsprachige Erstausstrahlung Nickelodeon |
| Staffel | Episodenanzahl | Staffelpremiere                  | Staffelfinale                    | Staffelpremiere                               | Staffelfinale                                 |
| ------- | -------------- | -------------------------------- | -------------------------------- | --------------------------------------------- | --------------------------------------------- |
| 1       | 26             | 12. September 2009               | 21. August 2010                  | 18. Dezember 2009                             | 28. Juli 2011                                 |
| 2       | 14             | 25. Juni 2011                    | 8. Mai 2013                      | 21. November 2011                             | 8. Dezember 2011                              |

### Staffel 1
| Nr. (ges.) | Nr. (St.) | Deutscher Titel                | Originaltitel                        | Erstausstrahlung USA | Deutschsprachige Erstausstrahlung (D) |
| ---------- | --------- | ------------------------------ | ------------------------------------ | -------------------- | ------------------------------------- |
| 1          | 1         | Willkommen im Dschungel        | Welcome to the Jungle                | 18. Sep. 2009        | 18. Dez. 2009                         |
| 2          | 2         | Der Wurm und die Waschmaschine | Do The Worm                          | 12. Sep. 2009        | 16. Jan. 2010                         |
| 3          | 3         | Aus Liebe zum Wald             | Forest Grump                         | 18. Sep. 2009        | 23. Jan. 2010                         |
| 4          | 4         | Im Magen des Monsters          | There Is No „I“ in Monster Hunter    | 18. Sep. 2009        | 9. Jan. 2010                          |
| 5          | 5         | Das verliebte Monster          | The Great Punkin                     | 23. Okt. 2009        | 3. Apr. 2010                          |
| 6          | 6         | Pyjamaparty des Schreckens     | Pajama Game… of Death                | 25. Sep. 2009        | 6. Feb. 2010                          |
| 7          | 7         | Der widerspenstige Würfel      | Taming of the Cube                   | 2. Okt. 2009         | 30. Jan. 2010                         |
| 8          | 8         | Der Meister des Doulos         | No More Master Nice Guy              | 16. Okt. 2009        | 13. Feb. 2010                         |
| 9          | 9         | Tentakelgesicht                | Tentacle Face                        | 13. Nov. 2009        | 20. Feb. 2010                         |
| 10         | 10        | Kleine Weihnachtsmonster       | The Good, The Bad and the Ickie Doll | 12. Dez. 2009        | 15. Mai 2010                          |
| 11         | 11        | Ein super Tag                  | Unpleasantville                      | 16. Jan. 2010        | 6. März 2010                          |
| 12         | 12        | Die Japan-Troop                | Lost in Translation                  | 20. Nov. 2009        | 27. Feb. 2010                         |
| 13         | 13        | Augustus Maximus               | My Gus Is Back And You’re In Trouble | 30. Jan. 2010        | 20. März 2010                         |
| 14         | 14        | Das Stockley-Syndrom           | The Substitute                       | 9. Jan. 2010         | 18. Apr. 2010                         |
| 15         | 15        | Das Monster in mir             | I, Monster                           | 20. Feb. 2010        | 13. Juli 2011                         |
| 16         | 16        | Die Vampirmotte                | A Moth to the Spotlight              | 13. März 2010        | 14. Juli 2011                         |
| 17         | 17        | Keine Liebe am Valentinstag    | Speed                                | 6. Feb. 2010         | 15. Juli 2011                         |
| 18         | 18        | Der Baby-Schnark               | Snarked Up                           | 16. Apr. 2010        | 18. Juli 2011                         |
| 19         | 19        | Der Zorn des Geistermonsters   | The Wrath of the Wraith              | 17. Juli 2010        | 19. Juli 2011                         |
| 20         | 20        | Sein Name ist Sam              | Itty Bitty Baby Dragon               | 23. Apr. 2010        | 20. Juli 2011                         |
| 21         | 21        | Im Bann des Zylork             | Hayley and Felix on the Side         | 24. Juli 2010        | 21. Juli 2011                         |
| 22         | 22        | Felix und der Roboter          | Double Felix                         | 31. Juli 2010        | 22. Juli 2011                         |
| 23         | 23        | Sprich nicht mit Dr. Cranius!  | Do Not Talk to Dr. Cranius           | 7. Aug. 2010         | 25. Juli 2011                         |
| 24         | 24        | Batterien nicht enthalten      | Batteries Not Included               | 14. Aug. 2010        | 26. Juli 2011                         |
| 25         | 25        | Hilfe, Hampire!                | Vampsters                            | 20. März 2010        | 27. Juli 2011                         |
| 26         | 26        | Die Monster, die ich rief      | Next Stop: Lakewood                  | 21. Aug. 2010        | 28. Juli 2011                         |

### Staffel 2
| Nr. (ges.) | Nr. (St.) | Deutscher Titel                    | Originaltitel              | Erstausstrahlung USA | Deutschsprachige Erstausstrahlung (D) |
| ---------- | --------- | ---------------------------------- | -------------------------- | -------------------- | ------------------------------------- |
| 27         | 1         | Die Neue                           | The Triangle               | 25. Juni 2011        | 21. Nov. 2011                         |
| 28         | 2         | Am Tisch der Schönen und Beliebten | The Monster Within         | 2. Juli 2011         | 22. Nov. 2011                         |
| 29         | 3         | Alles im Spiel                     | It’s in the Game           | 9. Juli 2011         | 24. Nov. 2011                         |
| 30         | 4         | Spieglein, Spieglein …             | Mirrors                    | 16. Juli 2011        | 29. Nov. 2011                         |
| 31         | 5         | Der Schnüffler                     | A Sniff Too Far            | 30. Okt. 2012        | 28. Nov. 2011                         |
| 32         | 6         | Familienbande                      | Oh Brother                 | 23. Juli 2011        | 30. Nov. 2011                         |
| 33         | 7         | Auf der anderen Seite              | Through the Looking Glass  | 30. Juli 2011        | 1. Dez. 2011                          |
| 34         | 8         | Der kopierte Kirby                 | Start Me Up                | 6. Aug. 2011         | 5. Dez. 2011                          |
| 35         | 9         | Eifersucht am Valentinstag         | The Eris Returns           | 30. Okt. 2012        | 2. Dez. 2011                          |
| 36         | 10        | Ein Kuss im Nebel                  | Road Trip                  | 7. Mai 2013          | 7. Dez. 2011                          |
| 37         | 11        | Der Hammer                         | The Prisoner of Lakewood   | 29. Okt. 2012        | 25. Nov. 2011                         |
| 38         | 12        | Das Nur-Freunde-Date               | The Bird You Cannot Change | 6. Mai 2013          | 6. Dez. 2011                          |
| 39         | 13        | Frostige Zeiten                    | Ice Hassles                | 8. Mai 2013          | 8. Dez. 2011                          |
| 40         | 14        | Mit Schirm, Charme und Hund        | Doom Hound                 | 29. Okt. 2012        | 23. Nov. 2011                         |